# Azúcar Moreno
«Azúcar Moreno» — іспанський музичний дует, до складу якого входять сестри Енкарнасьона «Енкарна» (10 січня 1961 р.) і Антонія «Тоні» Салазар (14 березня 1963 р.). Дует був представником Іспанії на Євробаченні 1990 року. Гурт мав великий міжнародний успіх у 1990-х і 2000-х роках.

## Кар'єра

### Початок
Сестри Салазар народились в Естремадурі та виросли в Мадриді, вони почали співати на бек-вокалі для своїх братів Los Chunguitos, поки в 1982 році не привернули увагу звукозаписної компанії. У 1984 році вони випустили свій перший альбом під назвою Con la Miel en los Labios, який їм вдалося зробити золотим записом. У 1986 році, після вагітності Тоні Салазар, вони випустили Estimúlame, з яким групі вдалося продати понад 50 000 платівок. Через два роки був опублікований Carne de Peocotón, де вийшов перший хіт «Debajo del Olivo» (в дуеті з Tijeritas), з якого 80 000 примірників було продано в Іспанії.

### Євробачення 1990 року
У 1990 році вони були обрані представляти Іспанію на Євробаченні в Загребі (нині Хорватія) з піснею «Бандит» (ісп. Bandido), зайнявши п'яте місце. На початку виступу стався технічний збій, який є одним із найбільш запам'ятовуваних анекдотів в історії фестивалю. Вони відкривали конкурс, а попередньо записана звукова доріжка з перкусіями та основними ритмами, які потрібно було синхронізувати з живим оркестром, вийшла пізно через помилку югославського оператора телебачення. Azúcar Moreno відреагували швидко, покинувши сцену, коли зрозуміли, що стався збій. Через кілька секунд розгубленості вони знову без проблем розпочали виступ і. «Бандит» (ісп. Bandido), який створили і продюсували Хайме Стінус та Рауль Ореллана, критики вважали великим музичним нововведенням. Пісня стала хітом в Іспанії, Латинській Америці та Туреччині.
Пісню «Бандит» (ісп. Bandido), поєднання танцювальної музики та музики фламенко, було обрано в 2005 році Європейським союзом мовлення як одну з найкращих пісень та виступів в історії події, яка вийшла на 50-річному DVD та компакт-диску фестивалю. Крім того, що це пісня з найдовшим вступом фестивалю.

### Успіх
Після Євробачення вони отримували численні запрошення в Іспанії, США, Мексиці, Венесуелі, Чилі, Аргентині, Еквадорі, Уругваї, Парагваї, Болівії, Колумбії, Туреччині, Польщі, Італії, Бразилії, Португалії, Німеччині, Росії та Японії. Деякі з його пісень увійшли до списку гарячого латиноамериканського чарту: «Mambo» (6), «You Want More (Jer I Love You)» (12) та «Ven, Devórame otra Vez» (9) . Альбом «Mambo» (1991) досяг 5-го місця в латиноамериканських поп-альбомах, разом з артистами Шер і Мадонною. 
У 2006 році вони випустили Bailando con Lola (Данина художниці та подрузі Лолі Флорес). Цим альбомом вони знову наважились поєднати фламенко з іншими різними жанрами, такими як реггетон та арабська музика. До цього альбому входять такі пісні, як «Clávame» (яку вони представили TVE з наміром повернутися на «Євробачення» , але вона була відхилена проти пропозиції Las Ketchup) та «Quitémonos la Ropa».

### 2007-дотепер
27 листопада 2007 року дует оголосив про тимчасове відмову від виступів. Публічне возз’єднання відбулося на Tu cara me suena у 2013 році як подарунок для шанувальників та як символ їх повернення до музичної індустрії як дуету, хоча раніше вони вже відновили особисті стосунки. Вони в інтерв'ю різних телевізійних шоу оголошували про своє примирення і в 2014 році вони відновили спільну кар'єру в рамках туру «30-й річниця» в Іспанії новим синглом під назвою «Punto de Partida». У наступні роки вони продовжили своє турне, навіть поширивши його на деякі місця в Латинській Америці, і продовжували видавати сингли, такі як «Pegaíto», «Agarraíta a la Vida», «Debajo del Olivo» (версія 2016) та «No me des Guerra».

## Дискографія

### Студійні альбоми
Azúcar Moreno перевищив продажі понад 10 мільйонів дисків, проданих у всьому світі.
- 1984 Con la Miel en los Labios
- 1986 Estimúlame
- 1988 Carne de Melocotón
- 1989 Mix in Spain (Ремікси)
- 1990 Bandido
- 1990 The Sugar Mix Album (Ремікси)
- 1991 Mambo
- 1992 Ojos Negros
- 1994 El Amor
- 1996 Esclava de tu Piel
- 1997 Mucho Azúcar (Grandes Éxitos + Una Versión Inédita)
- 1998 Olé
- 2000 Amén
- 2001 Únicas
- 2003 Desde el Principio
- 2006 Bailando con Lola
- 2020 El Secreto

### Компіляції
- 1990 Bandido y otros grandes éxitos
- 1992 Carne de Melocotón y otros grandes éxitos
- 1994 Mambo y otros grandes éxitos
- 1995 20 Grandes Éxitos
- 1996 Inolvidables
- 1999 Éxitos Originales
- 2000 Solo Azúcar
- 2000 Hazme el Amor
- 2003 Los Esenciales
- 2005 20 Éxitos Originales
- 2014 Esencial Azúcar Moreno